# Oleg Bryjak
Oleg Bryjak (Jezqazğan, 27 oktober 1960 − Prads-Haute-Bléone, 24 maart 2015) was een Kazachs-Duitse bas-bariton die mede bekend werd vanwege zijn rollen in opera's van Richard Wagner.

## Biografie
Bryjak volgde zijn studies aan het conservatorium van Alma-Ata. Hij debuteerde in de voormalige Sovjet-Unie. In 1990 behaalde hij de 2e prijs op het internationale concours Sylvia-Geszty in Stuttgart. Hierna was hij vanaf 1991 vast verbonden aan het Badisches Staatstheater Karlsruhe en vanaf 1996 aan de Deutsche Oper am Rhein in Düsseldorf. Tot zijn belangrijkste rollen hoorde die van Alberich die hij zong op de Bayreuther Festspiele van 2014. In het seizoen 2005-2006 verzorgde hij de rol van Klingsor onder leiding van Ingo Metzmacher in Amsterdam. Van 13 tot 21 maart 2015 vertolkte hij in het Liceu in Barcelona de rol van Alberich in Siegfried van Wagner, terwijl Maria Radner daarin de rol van Erda vertolkte, in een productie van Robert Carsen.
Met Radner en haar echtgenoot en kind vloog Bryjak op 24 maart 2015 van Barcelona naar Düsseldorf met Germanwings-vlucht 9525. Zij lieten, nadat de co-piloot het vliegtuig doelbewust liet neerstorten, daarbij allen het leven.